# まめこ
まめこは、日本の漫画家、イラストレーター、絵本作家。女性、1児の母。埼玉県出身、東京都在住。2019年以降、子供向けの書籍は「やまぐち まめこ」名義で活動する。

## 人物
大学では国際関係学部でインドネシア語を専攻していた。インドネシア・バンドゥンへ2年間留学。帰国後にイラストレーターを始める。

## 作品リスト
- 『いましめ系ようせい給食当番』 2006年12月発売、幻冬舎コミックス、ISBN 4-344-80870-3
- 『ウサギとタマネギ』 2007年7月発売、ゴマブックス、ISBN 978-4-77710-685-1
- 『いましめ系ようせい給食当番  ふたたび』 2007年9月発売、幻冬舎コミックス、ISBN 978-4-34481-095-2
- 『マーのたてがみ いばりんぼうライオン』 2008年3月発売、PHP研究所、ISBN 978-4-56968-768-1
- 『ウサギとタマネギいつものさんぽみち』 2008年11月発売、ゴマブックス、ISBN 978-4-77711-140-4
- 『とびだせ！ガチャピン』 2009年1月発行、作：ガチャピン / 絵：まめこ、学研、ISBN 978-4-05203-098-7
- 『あれも、これも、おいしい手作り生活。』 2009年6月発売、サンクチュアリ出版〈Sanctuary books〉、ISBN 978-4-86113-932-1
- 『ちいちゃんとパンダちゃん おるすばんこわくないよ』 2010年4月発売、PHP研究所〈PHPにこにこえほん〉、ISBN 978-4-56978-046-7
- 『女子のための日本史入門 幕末史！』 2010年7月発売、朝日新聞出版、ISBN 978-4-02250-749-5
- 『おうちでつくる、ほっこり雑貨。』 2010年7月発売、宝島社、ISBN 978-4-79667-503-1
- 『ガールズ★イン★戦国時代 江と姉妹と武将たち』 2011年1月発売、監修：外川淳、朝日新聞出版、ISBN 978-4-02250-829-4
- 『体がよろこぶ！ 旬の食材カレンダー』 2011年9月発売、サンクチュアリ出版〈Sanctuary books〉、ISBN 978-4-86113-960-4
- 『覚えておきたい！家事の基本大百科 料理、掃除、洗濯、マナー』 2013年5月発売、扶桑社〈別冊エッセ〉、ISBN 978-4-59460-850-7
- 『ご当地グルメコミックエッセイ まんぷく東京』  2014年3月発売、案内人：中川節子、KADOKAWA/メディアファクトリー、ISBN 978-4-04066-344-9
- 『「掃除が苦手」と思っていたけれど。』 2014年11月発売、著：東いづみ、KADOKAWA、ISBN 978-4-04067-157-4
- 『まんぷく東京 レアもの絶品スイーツ』 2015年3月発売、案内人：平岩理緒、KADOKAWA/メディアファクトリー、ISBN 978-4-04067-454-4
- 『まめこの知ってそうで知らなかった！料理のきほん丸わかり』 2015年9月発売、文藝春秋、ISBN 978-4-16390-329-3
- 『まめこの赤ちゃんといっしょ！ 新米ママの知恵袋たのしくハッピーにする子育てのヒン』 2015年12月発売、主婦と生活社、ISBN 978-4-39114-758-2
- 『調味料使いこなし手帖 味つけ上手になれる！』 2016年6月発売、KADOKAWA/メディアファクトリー、ISBN 978-4-04068-370-6
- 『“思い込み”をなくせば、“キレイ”がつづく ちらからない“おうち”でもっと幸せ家族になりました』 2018年4月発売、監修：村上直子、扶桑社、ISBN 978-4-59407-946-8
- 『エンピー！』 2019年7月発売、小学館〈ほのぼのコミック絵本〉、ISBN 978-4-09725-002-9 ※「やまぐち まめこ」名義
- 『片手間でつくる罪悪感のないオヤツ ほぼ3step以下！』 2021年9月発売、レシピ監修：兀下優子、KADOKAWA、ISBN 978-4-04680-526-3